# Albert Dunning
Albert Dunning (Arnhem, 5 augustus 1936 – Loenen aan de Vecht, 2 juni 2005) was een Nederlandse musicoloog. Hij wordt beschouwd als een van de belangrijkste ontdekkers van het leven en werk van de Italiaanse componist Pietro Locatelli. 

## Leven
Dunning was een broer van de cardioloog Arend Jan Dunning. Hij studeerde van 1958 tot 1965 aan de Universiteit van Amsterdam en tussentijds een semester aan de Universiteit van Wenen. Met een beurs van de Alexander von Humboldt-Stichting deed hij in 1966 en 1967 onderzoek in Wenen en München. Vanaf 1968 was hij assistent aan de Eberhard-Karls-Universiteit te Tübingen. Hij promoveerde een jaar later aan de Universiteit van Amsterdam. In 1970 werd Dunning gasthoogleraar aan de Universiteit van Syracuse in New York, namens welke instelling hij van 1971 tot 1973 aan de Universiteit van Frankfurt doceerde. In de daarop volgende twee jaar was hij docent aan de Universiteit van Amsterdam van 1975 tot 1988 was hij onderzoeker aan de Universiteit Utrecht.
Vanaf 1988 was Dunning hoogleraar moderne muziekgeschiedenis aan de Universiteit van Pavia. In 1991 richtte Albert Dunning de Stichting Pietro Antonio Locatelli op, gevestigd in Amsterdam en Cremona. Sindsdien was hij verantwoordelijk uitgever voor de publicaties van deze stichting. Naast deze activiteit als een van de belangrijkste ontdekkers van het leven en werk van Locatelli, schreef Dunning talrijke artikelen in gespecialiseerde publicaties, en was hij actief als muziekuitgever van werken uit de vroege 16e en 18e eeuw.
Dunnings hoofdwerk is een boek over Pietro Locatelli. Daarnaast ontdekte hij dat de zes Concerti Armonici, die aan Giovanni Battista Pergolesi en later aan Carlo Ricciotti werden toegeschreven, zijn gecomponeerd door de Nederlandse graaf Unico Wilhelm van Wassenaer Obdam (1692-1766).

## Onderscheidingen
- Ridder in de Orde van de Nederlandse Leeuw
- Officier in de Orde van Verdiensten van de republiek Italië

## Publiciaties (selectie)
- Joseph Schmitt; Leben und Kompositionen des Eberbacher Zisterziensers und Musikverlegers (Amsterdam, 1962)
- De muziekuitgever Gerhard Fredrik Witvogel en zijn fonds (Utrecht, 1966)
- Die Staatsmotette 1480–1555 (Utrecht, 1969)
- Count Unico van Wassenaer (1692–1766) A master unmasked or the Pergolesi-Ricciotti Puzzle solved (Buren, 1980)
- Pietro Antonio Locatelli; Der Virtuose und seine Welt, in 2 delen (Buren, 1981)
- Pietro Antonio Locatelli; Catalogo tematico, lettere, documenti & iconografia (Mainz, 2001)

## Over Dunning
- Rudolf Rasch: 'Levensbericht van Albert Dunning'. In: Jaarboek van de Maatschappij der Nederlandse Letterkunde, 2006, pag. 46-48